# Фондација „Хватач снова”
Фондација „Хватач снова” је непрофитна организација са седиштем у Чикагу која помаже женама које желе да престану да раде у секс индустрији, посебно проституткама. Они нуде услуге да помогну женама да се реинтегришу у друштво. Непрофитна организација ради на стварању сопственог објекта у којем ће жене моћи да бораве док добијају помоћ. Спасили су 87 жена од свог оснивања.

## Историја
Године 2008. Бренда Мајерс Пауел и Стефани Данијелс-Вилсон су основале Фондацију. Организација је основана да помогне у борби против питања истраживања секса и за оне који желе да побегну од секс индустрије. И Мајерс-Пауел и Данијелс-Вилсон имају лично искуство са сексуалним радом. У интервјуу за МСНБЦ, Мајерс-Пауел је поделила своја искуства у индустрији секса, што је довело до тога да она и Даниелс-Вилсон оснују Фондацију „Хватач снова”.
Примарни циљ Фондације је да помогне женама које покушавају да се извуку из сексуалне трговине и/или сексуалне експлоатације. То су жене које је неко или саме увео у овај стил живота. Фондација помаже што већем броју жртава да се извуку из опасних и очајних ситуација, посебно оних из којих не могу да изађу из себе. Они нуде подршку жртвама кроз различите ресурсе и услуге. Фондација такође ради на спречавању младих у ризику да постану сексуални радници држећи предавања у средњим школама и посећујући догађаје ради ширења свести.
Да би помогла жртви, Фондација користи приступ смањења штете, који подразумева одлазак на радно место где раде проститутке. Радницима ноћу прилази један од оснивача Мајерс-Пауел са изговором да их пита да ли су им потребни кондоми. Након неког разговора Мајерс-Пауела, она им даје избор да оду са фондацијом и добију помоћ или да одбију. Ако се жена сложи, фондација тражи спољне ресурсе да помогне специфичним потребама сваке девојке. Од рехабилитације од наркоманије до едукативних часова, Фондација проналази одговарајуће услуге које ће помоћи жртви да се опорави и успе. Иако Фондација нема центар, спасили су 87 жена од проституције од оснивања организације. Такође су контактирали око 2.500 жена које су биле жртве трговине и експлоатације у Чикагу тако што су поклањале одећу, кондоме и своје визит карте.
Фондација је 25. марта 2014. формирала партнерство са ЈУФ Владиним пословима, Конгрегацијом Хакафа, Конгрегацијом (ЦААСЕ) и другим организацијама у пројекту под називом „Коалиција“ за борбу против трговине људима ширењем подизање свести јавности и едукација преживелих.
Бренда Мајерс-Пауел је 13. септембра 2015. одржала говор под називом „Ловац снова – прича о личној снази и жртвама трговине људима” у организацији Етичког хуманистичког друштва у Чикагу. Говор се фокусирао на сексуалну експлоатацију и трговину људима у којима је представљена организација „Хватач снова” и њен циљ заједници.
Други догађаји укључују Мајерс-Пауелов говор у име Фондације на конвенцији која је помогла да се доведе до стварања закона 2822, који пружа државну помоћ жртвама трговине људима. Такође, Фондација је постала ресурс за државне судове и закон о приступачној нези.

## Програми

### Мој живот, мој избор
Програм Мој живот, мој избор помаже женама које су учествовале у трговини сексом. То је             12-недељни програм који се фокусира на услуге лечења и опоравка. Дају женама менторе и помажу им да науче како да изграде и одрже значајне односе. Они такође пружају бесплатно тестирање на ХИВ и СПИ, као и опште прегледе и едукацију о превенцији дрога.

### Приступ смањењу штете
Приступ смањењу штете
Фондација Дреамцатцхер користи приступ Смањење штете, у којем покушавају да допру до сексуалних радника на улици док раде. Жене добијају пуну аутономију у изборима и одлукама које се доносе како би им помогле да се рехабилитују. Коришћење овог приступа ће омогућити преживелој да има слободу да одлучи шта жели да ради.

### Пројекат оснаживања младих
Фондација има холистички приступ помоћи женама и девојкама у преласку са проституције и власништво макроа у нормалан цивилни живот, али и превенцију проституције. Пројекат оснаживања младих даје женама превентивне приступе за избегавање сексуалне експлоатације кроз едукацију. Похађају часове самоодбране, тренинга асертивности и средњошколског образовања.

### Резиденцијални центар
Због недостатка смештаја за проститутке које се опорављају, Фондација мора девојке којима помаже да смести у домове и склоништа широм Чикага. Фондација наставља да прикупља новац како би имала свој стамбени комплекс и склониште, како би девојке, које спасавају од трговине људима, имале своје кревете и просторе.

## Медија
Фондација је представљена у медијима као позитиван додатак заједницама у Чикагу. Будући да пружа свест о секс индустрији у Чикагу, већина локалних новина и информативних емисија је представила ову организацију у својим вестима. Од главних тачака које су медији запазили јесте  да организација креира дискусије о стварности сексуалних радница у циљу борбе против проблема трговине сексом и сексуалне индустрије. Има за циљ да разоткрије негативне стигме и стереотипе повезане са сексуалним радницима, дајући бившим сексуалним радницима платформу и глас да поделе своја сведочења. Пошто помажу у реинтеграцији жена у свакодневно друштво након трауматских животних околности, оне су биле фундаментални део процеса доношења закона за помоћ жртвама трговине сексом. Фондација се нада да ће својим приступом заједници и њиховим појављивањем на новинским кућама добити довољно донација за изградњу сопственог центра где могу бити боље опремљени да помогну жртвама.
Године 2015. редитељ Ким Лонгиното објавио је „Хватач снова”, документарац који се врти око Бренде Миерс-Повел, оснивача организације. Документарац приказује причу оснивача у секс индустрији и њене активности са организацијом. Освојио је награду за режију за најбољи документарни филм у светској кинематографији Санденс Филма.